# Heleioporus inornatus
Heleioporus inornatus é uma espécie de anfíbio anuro da família Limnodynastidae.
É endémica da Austrália.
Os seus habitats naturais são: pântanos.